# Saison 5 de La Vie de famille
Chronologie
Saison 4 Saison 6
Cet article présente la cinquième saison de la sitcom américaine La Vie de famille (Family Matters).

## Distribution

### Acteurs principaux
- Reginald VelJohnson (VF : Marc Cassot) : Carl Otis Winslow
- Jo Marie Payton-Noble (VF : Claude Chantal) : Harriette Winslow
- Darius McCrary (VF : Adrien Antoine) : Edward « Eddie » James Arthur Winslow
- Kellie Shanygne Williams (VF : Sarah Marot) : Laura Lee Winslow
- Rosetta LeNoire (VF : Jane Val) : Estelle « Mamie » Winslow
- Jaleel White (VF : Gilles Laurent) : Steven Quincy "Steve" Urkel/Myrtle Urkel
- Bryton McClure : Richard « Richie » Crawford
- Shawn Harrison (en) : Waldo Geraldo Faldo

### Acteurs récurrents
- Michelle Thomas : Myra Monkhouse

## Liste des épisodes

### Épisode 1:Une histoire de perruque
- États-Unis : 24 septembre 1993 sur ABC

- Charlie Dell : Barry
- Michelle Thomas : Myra Monkhouse
- Guy Torry :

### Épisode 2:En tout bien tout honneur
- États-Unis : 1er octobre 1993 sur ABC

- Venus DeMilo : K.C.
- Arnold Johnson : Fletcher Thomas

### Épisode 3:Urkel le sauveur
- États-Unis : 8 octobre 1993 sur ABC

### Épisode 4:Question de principe
- États-Unis : 15 octobre 1993 sur ABC

- Michelle Thomas : Myra Monkhouse
- Michael Kaufman : M. Berger
- William Joseph Barker : garçon dans la salle de classe

### Épisode 5:Eddie est timbré
- États-Unis : 22 octobre 1993 sur ABC

- Shavar Ross : Weasel
- Bubba Smith : Bones

### Épisode 6:Les Meilleures Amies du monde
- États-Unis : 29 octobre 1993 sur ABC

- Venus DeMilo : K.C.
- Cherie Johnson : Maxine Johnson

### Épisode 7:Grand-maman
- États-Unis : 5 novembre 1993 sur ABC

- Shawn Harrison : Waldo Geraldo Faldo
- Larry Johnson : Grand-mère
- Donovan McCrary : Kenny « The Spider » Jackson
- Shavar Ross : Weasel
- Sam Scarber : l'officiel du basketball

### Épisode 8:Docteur Stefan et Mister Steve
- États-Unis : 12 novembre 1993 sur ABC

- Charles Carpenter : cliente qui flirte
- Venus DeMilo : K.C.
- Cherie Johnson : Maxine Johnson

### Épisode 9:Tous les moyens sont bons
- États-Unis : 19 novembre 1993 sur ABC

- Jonas Chaka : Ralph
- Valarie Rae Miller : Helen
- Elise Neal : Heather
- Stuart Pankin : Honest Bob

### Épisode 10:Tous au cinéma
- États-Unis : 26 novembre 1993 sur ABC

- Ryal Haakenson : homme au match de catch
- Cherie Johnson : Maxine Johnson
- Kevin Mambo : Derek
- Michelle Thomas : Myra Monkhouse

### Épisode 11:Un Noël dans le train
- États-Unis : 10 décembre 1993 sur ABC

- Michael Caldwell : serveur
- Rick Hurst : Santa
- Peter Iacangelo : homme with Tree
- Evonne Kezios :
- Frank Kopyc : chanteur qui dort
- Meg Wyllie : femme âgée

### Épisode 12:Ruptures et Réconciliation
- États-Unis : 17 décembre 1993 sur ABC

- Ellen Albertini Dow : femme âgée
- Gene Arrington : garçon au centre commercial #1
- Garcelle Beauvais : Garcelle
- Gary LeRoi Gray : Little G
- Cherie Johnson : Maxine Johnson
- J. August Richards : garçon au centre commercial #2
- Shavar Ross : Weasel
- Michelle Thomas : Myra Monkhouse

### Épisode 13:Le Rock du collège
- États-Unis : 7 janvier 1994 sur ABC

- Shavar Ross : Weasel
- Shanice : elle-même
- Gwendolyn Shepherd : Miss Bodison
- Raymond D. Turner : Chauffeur

### Épisode 14:La Loi du mâle
- États-Unis : 14 janvier 1994 sur ABC

- Mark Adair-Rios : Jerry
- Shavar Ross : Weasel
- Michelle Thomas : Myra Monkhouse

### Épisode 15:Racisme ordinaire
- États-Unis : 21 janvier 1994 sur ABC

- Joe Chrest : Officier Carmichael
- Barry Cullison : Officier Evans
- Annie Gagen : serveuse
- Robert Hooks : Dr Smiley
- Shai : eux-mêmes

### Épisode 16:Présumé coupable
- États-Unis : 4 février 1994 sur ABC

- Patrick Cronin : M. Sweeney
- Clyde Kusatsu : Principal Edgar Shimata
- Robert Laughlin : Dexter Thornhill
- Tom Poston : M. Looney
- Shavar Ross : Weasel
- Jared Rushton :
- Michelle Thomas : Myra Monkhouse

### Épisode 17:Le Père de la mariée
- États-Unis : 11 février 1994 sur ABC

- Ryan Doss : Steven Cornelius Urkel
- Telma Hopkins : Rachel Crawford (archive)
- Rachel Lundquist : Stephanie Sue Urkel
- Marcus Miller Jr. : Steven Bertram Urkel
- Mitchah Williams : Steven Aloysius Urkel

### Épisode 18:Carl et Steve font du catch
- États-Unis : 18 février 1994 sur ABC

- Andrew Boyer : annonceur
- Michael Chambers : Emile
- Lydell M. Cheshier : Lyle
- Johnny Dark : Lou
- Ferrari Farris : infirmière de Steve
- Gene LeBell : Referee
- Jeanine Michelle : infirmière
- Butch Miller : Bushwhacker Butch

### Épisode 19:Les Meilleurs Amis du monde
- États-Unis : 4 mars 1994 sur ABC

- Ellen Albertini Dow : Mme Ostendorf
- Susan Dawkins : client
- Cheryl Lynn Michaels : petite-amie au ciné-parc
- Lee Wessof : homme au ciné-parc

### Épisode 20:Attirance
- États-Unis : 18 mars 1994 sur ABC

- Keith Amos : Ziggy
- Sylver Gregory : Irene
- Terrence Howard : John
- Cherie Johnson : Maxine Johnson

### Épisode 21:Les Joyeux Campeurs
- États-Unis : 1er avril 1994 sur ABC

- Shawn Harrison : Waldo Geraldo Faldo
- Jaleel White : Steven Quincy Urkel

### Épisode 22:Cherchez la nonne
- États-Unis : 29 avril 1994 sur ABC

- Judyann Elder : Sœur Bernadette
- Cherie Franklin : Sœur Augustine
- Evlynne Householder : instructeur d'aérobic
- Meghan O'Sullivan : Sœur Agnes
- Michelle Thomas : Myra Monkhouse

### Épisode 23:Tante surprise
- États-Unis : 6 mai 1994 sur ABC

- Charles Gideon Davis : chanteur de Doo Wop
- Mary Deese : patron du restaurant
- Fred Fox Jr. : chanteur de Sukiyaki
- Jim Geoghan : Mel Diamond
- Rodney Kageyama : chanteur de country
- Jonathan Rubin : chanteur de Doo Wop
- Harvey Shield : chanteur de Doo Wop

### Épisode 24:Docteur Urkel et Mister Stefan
- États-Unis : 20 mai 1994 sur ABC

- Freddie Jackson : lui-même
- Cherie Johnson : Maxine Johnson

## Anecdotes
- Jaimee Foxworth et Thelma Hopkins ne sont plus intégrées au casting principal. Thelma Hopkins fera quelques apparitions dans la saison 6, ainsi que dans la saison 9.
- Bryton McClure est absent de douze épisodes.
- Rosetta LeNoire est absente de neuf épisodes.
- Shawn Harrison est absent de six épisodes.
- Jo Marie Payton-Noble et Kellie Shanygne Williams sont absentes de l'épisode 21.